# Холден (тауншип, Миннесота)
Холден (англ. Holden) — тауншип в округе Гудхью, Миннесота, США. На 2000 год его население составило 457 человек.

## География
По данным Бюро переписи населения США площадь тауншипа составляет 93,0 км², из которых 93,0 км² занимает суша, водоёмов нет.

## Демография
По данным переписи населения 2000 года здесь находились 457 человек, 146 домохозяйств и 120 семей.  Плотность населения —  4,9 чел./км².  На территории тауншипа расположено 147 построек со средней плотностью 1,6 построек на один квадратный километр. Расовый состав населения: 98,25 % белых, 1,53 % азиатов и 0,22 % c Тихоокеанских островов.
Из 146 домохозяйств в 45,9 % воспитывались дети до 18 лет, в 71,9 % проживали супружеские пары, в 4,1 % проживали незамужние женщины и в 17,8 % домохозяйств проживали несемейные люди. 13,7 % домохозяйств состояли из одного человека, при том 4,8 % из — одиноких пожилых людей старше 65 лет. Средний размер домохозяйства — 3,13, а семьи — 3,37 человека.
32,4 % населения — младше 18 лет, 7,4 % — в возрасте от 18 до 24 лет, 28,0 % — от 25 до 44, 25,4 % — от 45 до 64, и 6,8 % — старше 65 лет. Средний возраст — 35 лет. На каждые 100 женщин приходилось 119,7 мужчин.  На каждые 100 женщин старше 18 приходилось 120,7 мужчин.
Средний годовой доход домохозяйства составлял 51 563 доллара, а средний годовой доход семьи —  52 500 долларов. Средний доход мужчин —  31 750  долларов, в то время как у женщин — 26 250. Доход на душу населения составил 17 806 долларов. За чертой бедности находились 11,3 % семей и 12,7 % всего населения тауншипа, из которых 14,9 % младше 18 и 31,6 % старше 65 лет.